# Marie de Rohan
Marie de Rohan (Marie Aimée, grudzień 1600-12 sierpnia 1679) – francuska arystokratka i awanturnica, znana jako centrum wielu intryg zawiązanych w pierwszej połowie XVII wieku. Często nazywa się ją Madame de Chevreuse.

## Wczesne lata
Marie de Rohan była córką Herkulesa de Rohan, księcia Montbazon i głowy rodu Rohan, który posiadał wielkie posiadłości w Bretanii i Andegawenii, ciesząc się wielkim szacunkiem i książęcymi tytułami na dworze francuskim. Jej matką była Madeleine de Lenoncourt.
We wrześniu 1617 roku poślubiła Wielkiego Konetabla Francji (naczelny dowódca wojsk francuskich) Karola d'Albret, księcia Luynes, faworyta króla Ludwika XIII. To on rozbudził w niej namiętność intryg politycznych, wprowadzając ją na dwór, gdzie zdobyła zaufanie zarówno do króla i królowej. W grudniu 1618 Ludwik XIII nadał jej tytuł surintendantki dworu królowej, obalając jednocześnie konetabla Montmorency. Wpływ jaki ona i jej mąż wywierali na parę królewską był bezkonkurencyjny.
W 1620 roku urodziło się ich jedyne dziecko, Ludwik Karol d'Albert, którego ojcem chrzestnym został król. Ludwik-Karol został drugim księciem Luynes i ożenił się z siostrą swojej matki, Anne de Rohan. Jego córka Jeanne Baptiste, będąca jednocześnie wnuczką i siostrzenicą Marie, była kochanką Wiktora Amadeusza II, króla Sardynii i antenatka królów Włoch z dynastii sabaudzkiej.
Jej najmłodszy przyrodni brat, Francois de Rohan, książę Soubise, był założycielem linii Rohan-Soubise. Jego żona Anne de Rohan-Chabot, była jedną z kochanek Ludwika XIV.

## Drugie małżeństwo
Książę Luynes zmarł na szkarlatynę w 1621 roku, a Marie po raz drugi wyszła za mąż za Klaudiusza, księcia Chevreuse w dniu 21 kwietnia 1622. Z tego drugiego małżeństwa, miała trzy córki. Dwie z nich stały się zakonnicami, Anna Maria (1625–1652), opatka Pont-aux-Dames, i Henrietta (1631–1693), opatka Jouarre a później Port-Royal. Trzecia córka, Charlotta Maria (1627–1652), w której zakochał się Armand de Bourbon, książę Conti, została kochanką kardynała de Retz i odegrała znaczącą rolę w Frondzie, ale nigdy nie wyszła za mąż.

## Utrata wpływów i spiski
Marie była najlepszą przyjaciółką i powierniczką młodej królowej, została jednak wygnana z dworu po wypadku przed którym miała zachęcać królową będącą w ciąży do zabawy w chowanego na korytarzach Luwru, w wyniku czego Anna poroniła. Książę Chevreuse zastosował wszystkie swoje wpływy, aby sprowadzić żonę na dwór.

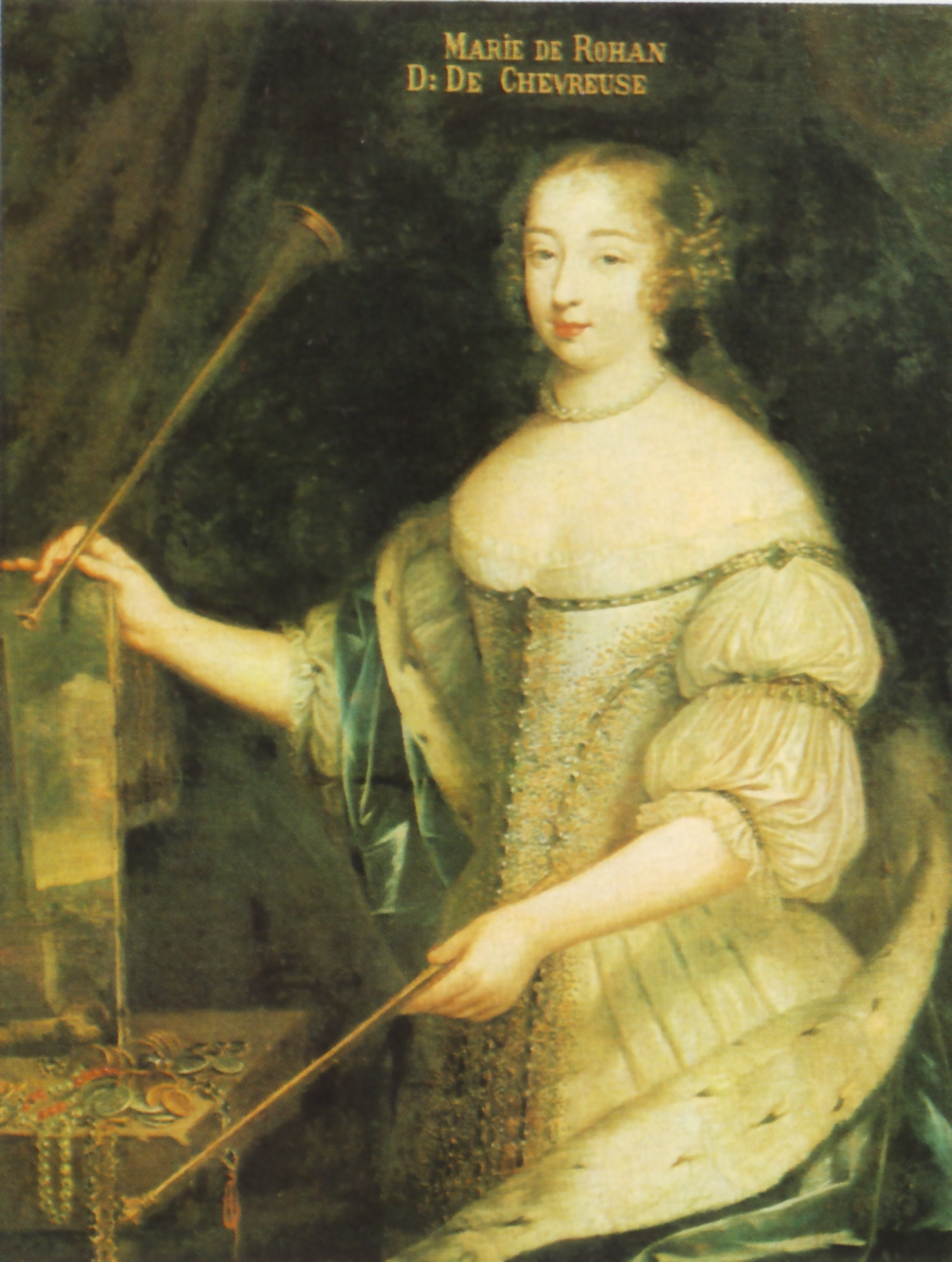
Księżna Chevreuse

W swoich próbach odzyskania utraconej pozycji Marie miała prowokować lub wręcz zachęcać do spisków na dworze, takich jak sprawa Buckinghama (1623/24), która skompromitowała królową w oczach króla i dworu, a którą to aferę podjęła za cichym przyzwoleniem swojego angielskiego kochanka, Henry'ego Richa, znanego później jako hrabia Holand, a wśród najwyższych rangą arystokratów przeciwko Richelieu, takiego jak jej współuczestnika w tym spisku, jej kochanka, hrabiego de Chalais, który wywołała w 1626 roku, z mało prawdopodobnym zamiarem zastąpienia Ludwika XIII przez jego brata, Gastona, księcia Orleanu d'Orléans. Hrabia Chalais, głęboko uwikłany w spisek, został ścięty 19 sierpnia 1626, podczas gdy księżna de Chevreuse uciekła do Lotaryngii, gdzie wkrótce nawiązała romans z Karolem IV, księcia Lotaryngii, który interweniował w jej imieniu, aby pozwolono jej na powrót do Francji; wkrótce została przywrócona w Dampierre, a jej plany obalenia władzy królewskiej weszły w nową fazę.

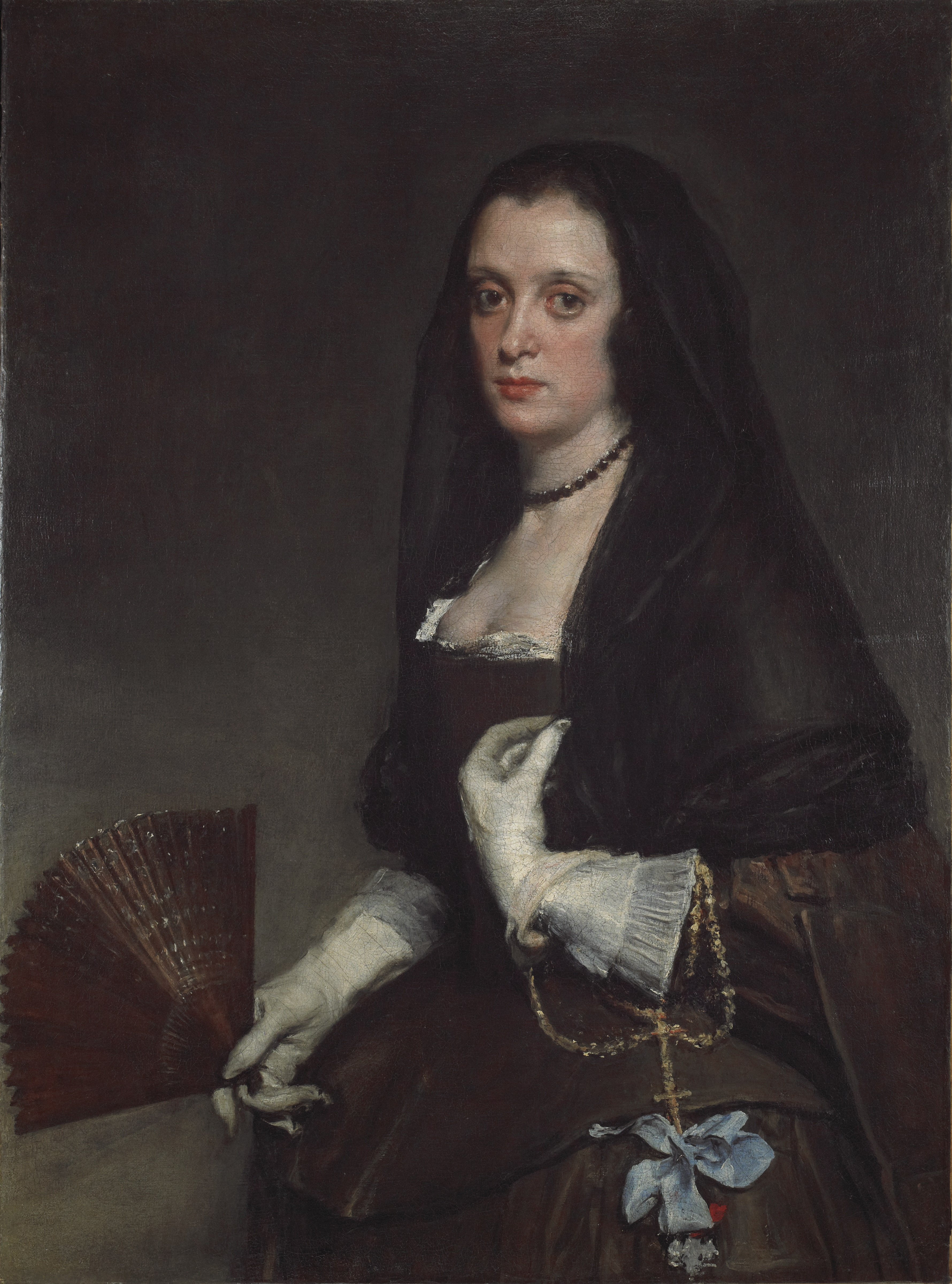
Dama z wachlarzem Velázqueza jest uważana za portret księżnej

Była w centrum wszystkich intryg, w które zaangażowane były obce mocarstwa działające przeciwko Francji: negocjacje z księstwem Lotaryngii i z Hiszpanią prowadzone przez Charlesa de l'Aubespine, markiza de Châteauneuf, strażnika pieczęci, któremu zniszczyła karierę, każąc mu przekazać swoje pisma do króla (1633). Tajna wymiana korespondencji z Hiszpanią prowadzona przez Annę Austriaczką została odkryta w 1637, zmuszając księżnę de Chevreuse do ucieczki do Hiszpanii, a potem do Anglii i ostatecznie do Flandrii. Była zaangażowana w spisek hrabiego de Soissons (1641), a po śmierci króla, klauzula w jego testamencie zabraniała jej powrotu do Francji; jednak fecyzja parlamentu paryskiego złamała ostatnią wolę króla.
Po śmierci Richelieu, po raz kolejny powróciła do Francji, będąc jedną z inicjatorek Cabale des Importants prowadzonych przez Chateauneufa przeciwko Mazarinowi w 1643 roku; po aresztowaniu i wygnaniu Cezara Burbona, księcia Vendôme, uciekła po raz kolejny. W czasie Frondy na jakiś czas połączyła siły z Mazarinem (1649–1650), ale później z powrotem przyłączyła się do grupy arystokratów kiedy Fronda parlamentarna i arystokratyczna połączyły siły w 1651 roku.
Zmarła w klasztorze Gagny w 1679.

## Małżeństwa i dzieci
Wyszła za mąż za Karola d'Albert, księcia Luynes w Paryżu dnia 13 września 1617; mieli razem jednego syna;
- Ludwika Karola d'Albert, księcia Luynes (25 grudnia 1620-20 października 1690), który był trzykrotnie żonaty.

Wyszła za mąż po raz drugi za Klaudiusza, księcia Chevreuse w Paryżu w dniu 20 kwietnia 1622 i mieli razem trzy córki;
- Anna Maria (1624–5 sierpnia 1652), opatka Remiremont i Pont-aux-Dames;
- Szarlotta Maria (1626–7 listopada 1652), nigdy nie wyszła za mąż;
- Henrietta (1631–25 stycznia 1694), opatka Jouarre.